# 이상홍 (1979년)
이상홍(1979년 2월 4일 ~ )은 대한민국의 전 축구 선수로서 포지션은 수비수이다.